# Chapelle Sainte-Noyale
La chapelle Sainte-Noyale est située au lieu-dit Sainte-Noyale sur la commune de Noyal-Pontivy dans le Morbihan.

## Historique
La croix du XVe siècle située près de la chapelle fait l’objet d’une inscription au titre des monuments historiques depuis le 30 juin 1925.
L'ensemble constitué par la chapelle Sainte-Noyale, l'oratoire Saint-Jean et la fontaine font l’objet d’un classement au titre des monuments historiques depuis le 19 mai 1965.
À l'intérieur de la chapelle, les lambris peints au XVIIe siècle et restaurés complètement à partir de 1974, illustrent la vie de sainte Noyale. À l'extérieur, un oratoire est consacré à saint Jean.
Traditionnellement, on y effectue un pardon tous les 24 juin.

## Description
La chapelle est édifiée en forme de croix latine. La longue nef se termine sur le chevet carré. La date de 1423 inscrite à l'intérieur du porche indique l'année de sa construction. Le clocher érigé au XVIIe siècle est unique en Bretagne par ses 12 clochetons dorés. La sacristie du XVIIIe siècle (1719) a été construite dans l'axe de la chapelle.
Le calvaire près de la chapelle se compose d'un fût légèrement penché posé sur une base carrée accessible par trois marches. Au sommet de la croix, une crucifixion représentant le Christ entouré des larrons est représenté à l'ouest et une Vierge à l'Enfant est présente à l'est. A l'origine, les personnages étaient en bois sculpté et peint. Ils sont aujourd'hui en fonte. La base de la croix est soulignée par une couronne de petits visages. 
Au sud de la chapelle et devant le calvaire se dresse l'oratoire du XVe siècle, dédié à saint Jean. 
À l'intérieur, les lambris de la voûte supportent des peintures décrivant des scènes tirées de la vie de sainte Noyale. 

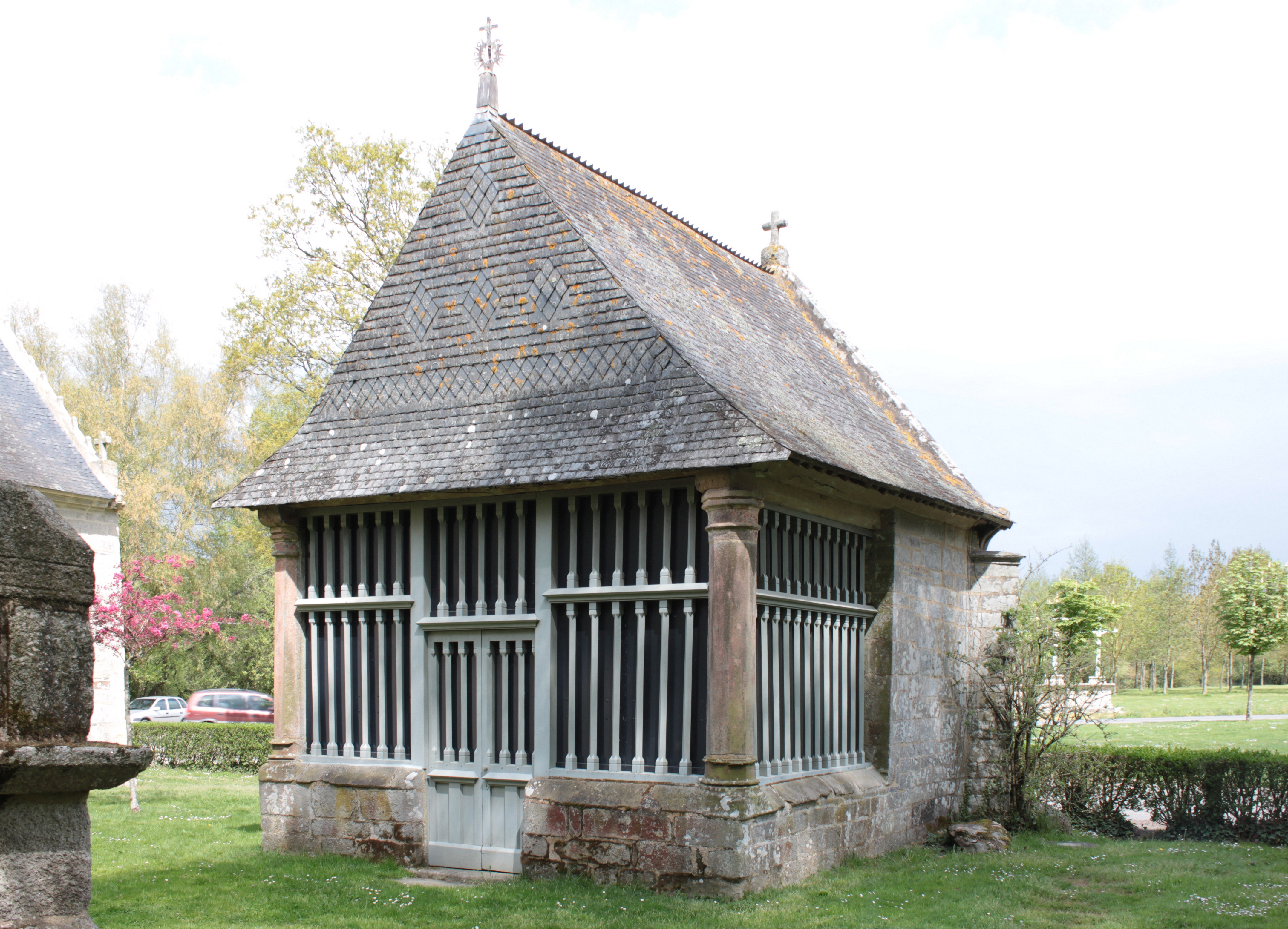
L'oratoire Saint-Jean.
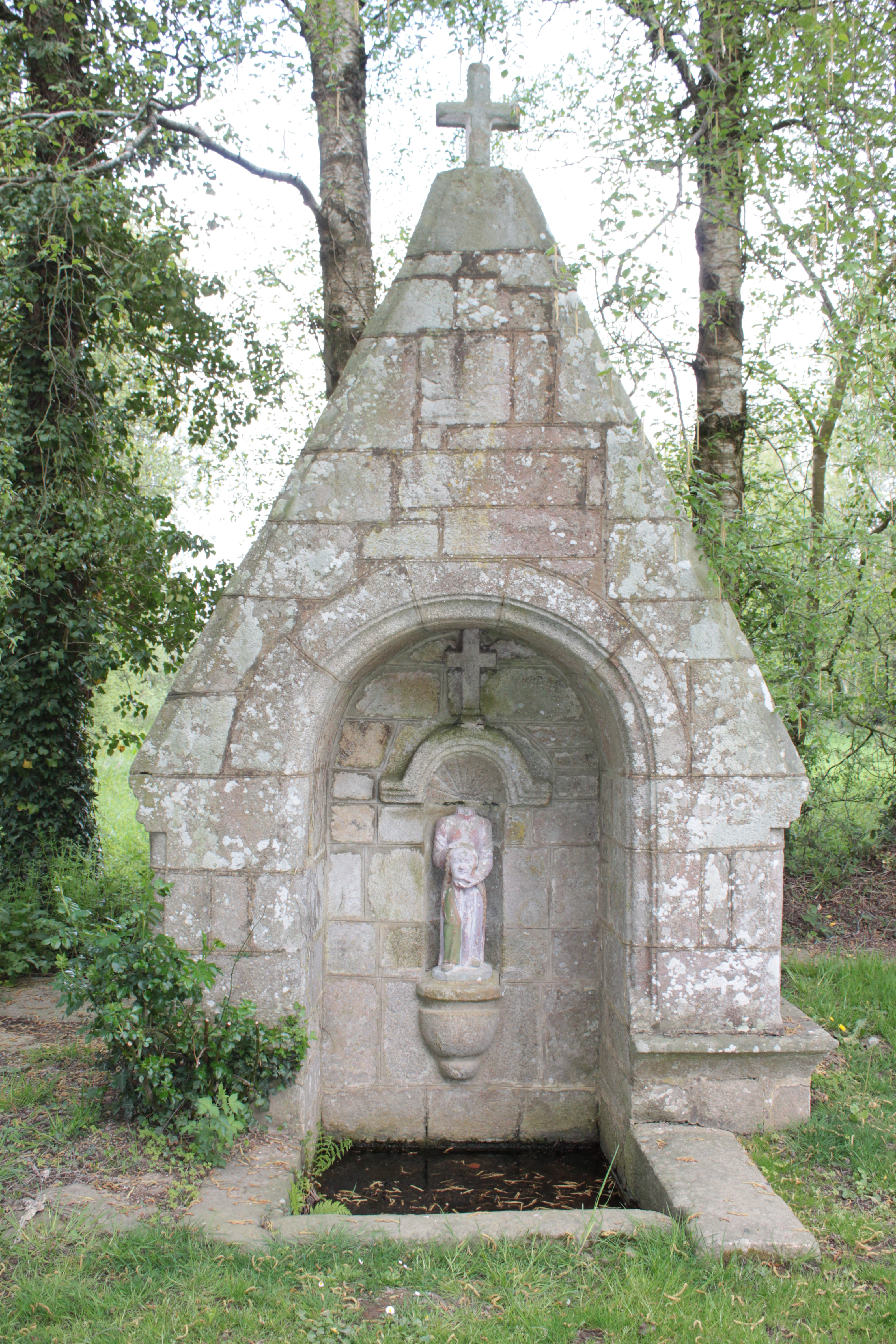
La fontaine.
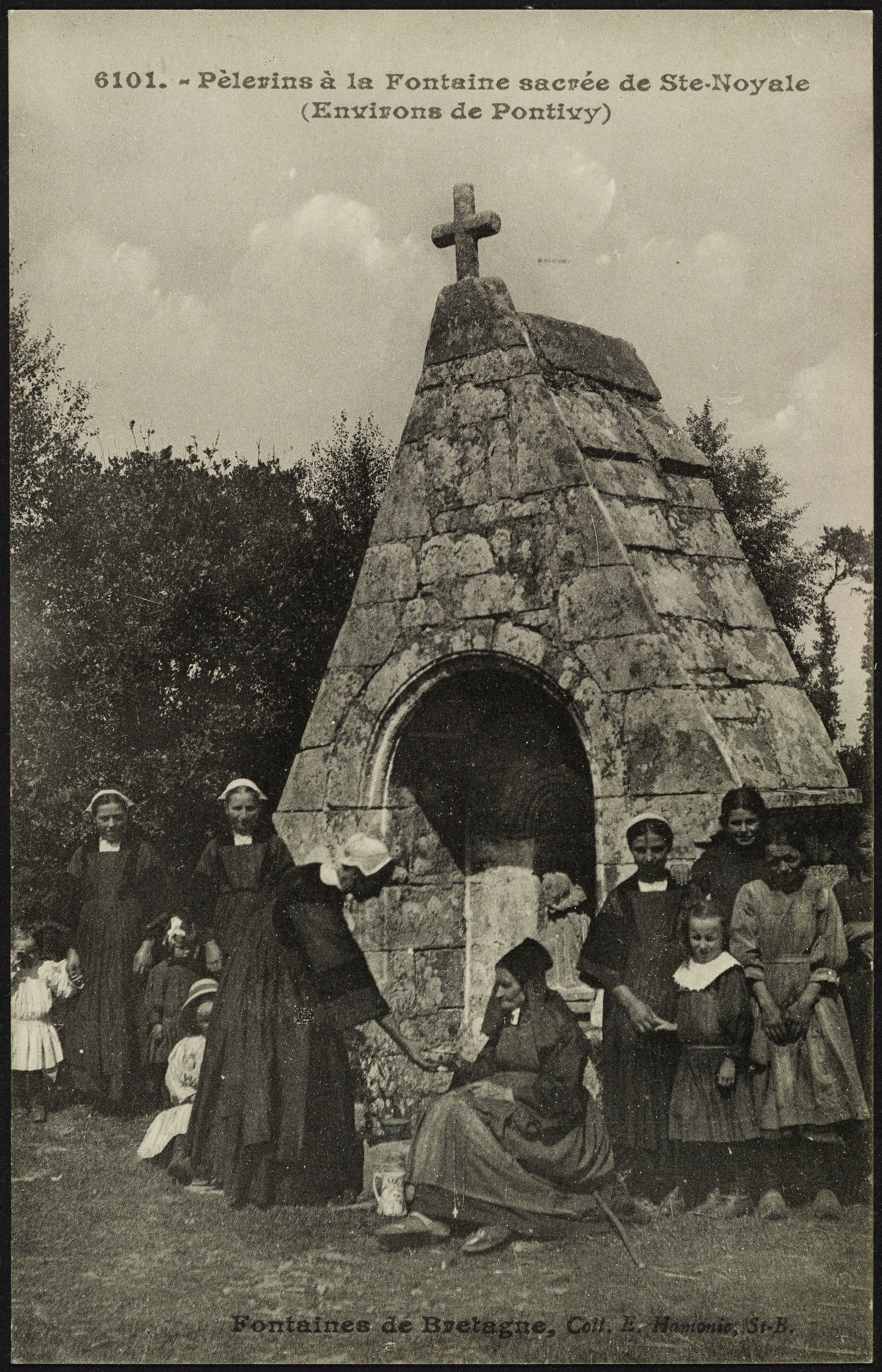
Pèlerins à la fontaine
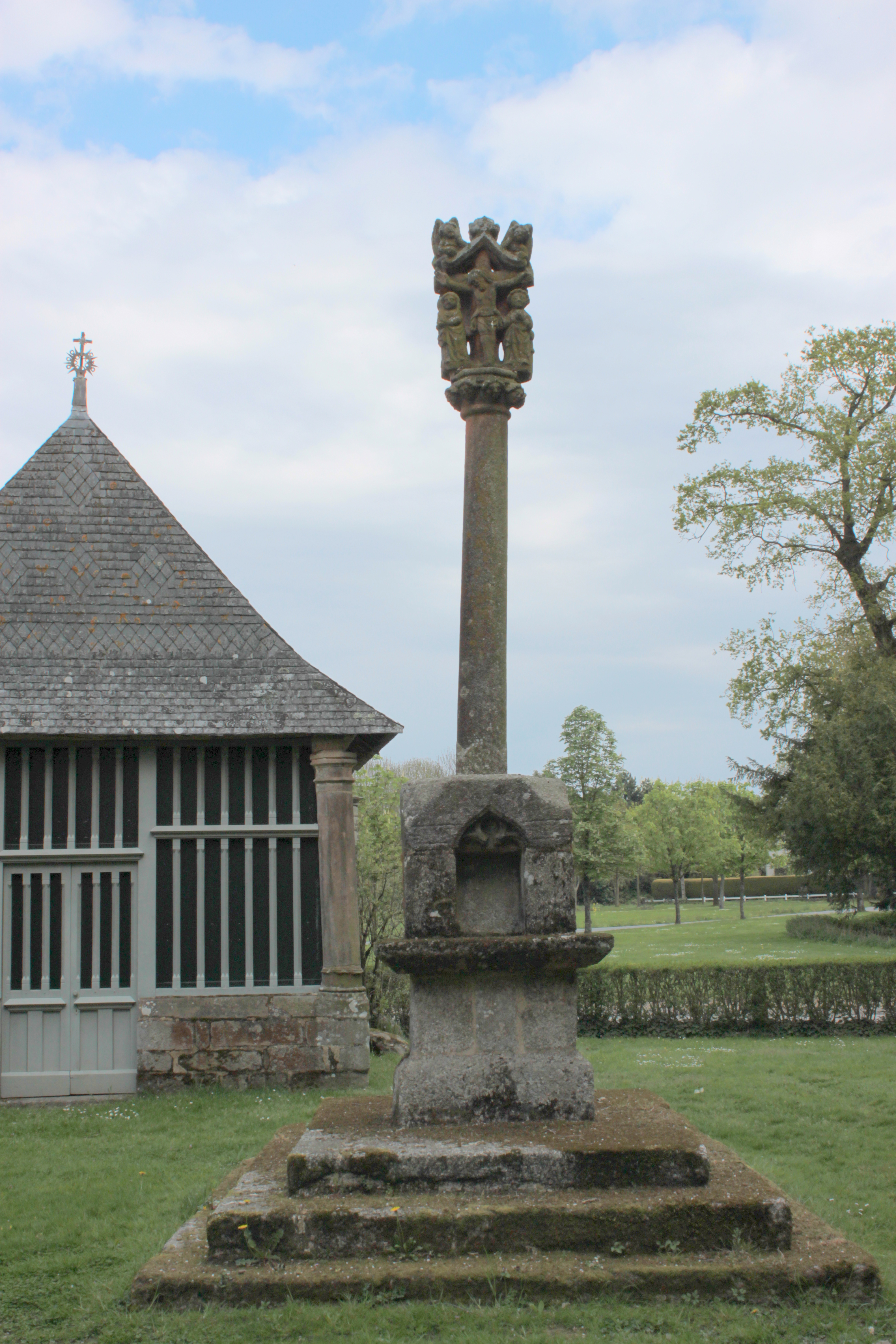
Le calvaire du XVe siècle.